# S8-as metró (Nanking)
A nankingi metróhálózat S8-as jelzésű vonala a Tajsanhszincun és Csinniuhu állomásokat köti össze. Egyes menetek csak Fangcsoukuangcsang állomásig közlekednek. A vonal hossza közel 45 kilométer, amin 17 állomás található. Átadására 2014. augusztus 1-jén került sor.

## Állomáslista
|                               |              |            |  |
| Tajsanhszincun                | 泰山新村     |            |  |
| Tajfenglu                     | 泰冯路       | 3-as vonal |  |
| Kaohszin fejlesztési övezet   | 高新开发区   |            |  |
| Nankingi Informatikai Egyetem | 信息工程大学 |            |  |
| Hsziecsiatien                 | 卸甲甸       |            |  |
| Tacsang                       | 大厂         |            |  |
| Kotang                        | 葛塘         |            |  |
| Csanglu                       | 长芦         |            |  |
| Huakungjüan                   | 化工园       |            |  |
| Luho fejlesztési övezet       | 六合开发区   |            |  |
| Lungcsi                       | 龙池         |            |  |
| Hsziungcsou                   | 雄州         |            |  |
| Fenghuangsangungjüan          | 凤凰山公园   |            |  |
| Fangcsoukuangcsang            | 方州广场     |            |  |
| Sencsiao                      | 沈桥         |            |  |
| Papajcsiao                    | 八百桥       |            |  |
| Csinniuhu                     | 金牛湖       |            |  |
|                               |              |            |  |

## Fordítás
- Ez a szócikk részben vagy egészben  a   Line S8 (Nanjing Metro) című angol Wikipédia-szócikk ezen változatának fordításán alapul.  Az eredeti cikk szerkesztőit annak laptörténete sorolja fel. Ez a jelzés csupán a megfogalmazás eredetét és a szerzői jogokat jelzi, nem szolgál a cikkben szereplő információk forrásmegjelöléseként.
- Ez a szócikk részben vagy egészben  a(z)   宁天城际轨道交通 című kínai Wikipédia-szócikk ezen változatának fordításán alapul.  Az eredeti cikk szerkesztőit annak laptörténete sorolja fel. Ez a jelzés csupán a megfogalmazás eredetét és a szerzői jogokat jelzi, nem szolgál a cikkben szereplő információk forrásmegjelöléseként.